# Het Kuipje
Het Kuipje – stadion piłkarski, położony w mieście Westerlo, Belgia. Swoje mecze na tym obiekcie rozgrywa zespół K.V.C. Westerlo. Jego pojemność wynosi 7867 miejsc.